# Ernst von Pfuel
Ernst Heinrich Adolf von Pfuel (né le 3 novembre 1779 quartier de Jahnsfelde, Müncheberg et mort le 3 décembre 1866 à Berlin)
est un militaire prussien. Il est général d'infanterie prussien, réformateur de l'armée, commandant de la ville de Cologne ainsi que des secteurs prussiens de Paris,
gouverneur du canton de Neuchâtel, membre de l'assemblée nationale prussienne en 1848, gouverneur de Berlin, ministre de la Guerre et ministre-président de Prusse.

## Famille
Ernst est issu de la famille von Pfuel (de) établie à Jahnsfelde dans la Suisse marchoise (de) (en référence à la marche de Brandebourg).
Il est le fils du général-major Ludwig von Pfuel (de), seigneur de Jahnsfelde et ancien maréchal de la cour du prince Frédéric-Guillaume de Prusse, et de Sophie Kranz (1755–1783). Son frère est le général Friedrich Heinrich Ludwig von Pfuel
Il se marie en premières noces le 17 mars 1808 sur le domaine de Lenzke à Karoline von Byern (née le 1er novembre 1786 à Potsdam et décédée le 22 octobre 1843 à Berlin), fille de Karl Wilhelm von Byern (de), seigneur de Lenzke, et de Friederike von Zinnow.
Ce mariage donne naissance à une fille et 5 fils dont le général Wolf von Pfuel (de), père du général Curt von Pfuel. En 1830, le couple se sépare après 22 ans de mariage après que sa femme est reconnue coupable d'infidélité.
Deux ans plus tard, le 11 septembre 1832, Pfuel se remarie sur le domaine de Randau à son ancienne amante Amalie Wahlert, née von Alvensleben (le 18 septembre 1792 à Rathenow et décédée le 28 octobre 1854 sur le domaine de Randau), la fille de Gebhard Johann Achaz von Alvensleben (de), seigneur de Randau (de), et de Karoline von Radecke (de).
Amalie a également commencé à fréquenter Ernst alors qu'elle était mariée à Georg Wahlert, un membre du conseil royal. Elle divorce en 1830.

## Généalogie
```
            +→
Christian Friedrich von Pfuel
 
(de)
, (1653–1702)
            ¦     Colonel et seigneur de 
Jahnsfelde

            ¦
       +→
Hempo Ludwig von Pfuel
 
(de)
, (1690–1770)
       ¦    ¦  Major et membre du conseil secret, preuß. GehRat u. Major a.D., Président de la 
chambre de guerre et de domaine
 
(de)
 de Halberstadt,
       ¦    ¦  seigneur de Jahnsfelde
       ¦    ¦ 
       ¦    +→Helene 
von Veltheim
 
(de)
, (1657–1727)
       ¦           Fille de Gottschalk von Veltheim auf 
Harbke
 
(de)

       ¦
  +→
Ernst Ludwig von Pfuel
 
(de)
, (1718–1789)
  ¦    ¦ 
  ¦    ¦    +→Kaspar Jacob von Jagow auf Pollnitz u. Kalenberge
  ¦    ¦    ¦     
  ¦    +→Hedwig Sophie 
von Jagow
, (1697–1764)
  ¦         ¦ 
  ¦         +→Maria Elisabeth 
von Katte

  ¦                  

Ernst von Pfuel
, (1779–1866) ministre de la guerre et ministre-président de Prusse
  ¦
  ¦    +→Heinrich Gottfried Kranz
  ¦    ¦      Médecin du régiment Krosigk
  ¦    ¦
  +→Johanna Christiane Sophie Kranz, (1755–1783)
       ¦   
       +→Sophie Margarethe Hermann aus Aschersleben
```

## Biographie
À l'âge de 13 ans, il est envoyé par sa famille à l'école des cadets de Berlin pour y suivre une formation d'officier.
Lors des guerres napoléoniennes, il participe à la bataille d'Iéna en tant qu'adjudant du général Graf von Schmettau.
Après la défaite prussienne, il entre en 1809 au service de l'état-major autrichien, puis jusqu'en 1813 au service des Russes.
Il participe notamment aux attaques face à l'empereur français lors de sa retraite de Russie.
En 1813, il entre dans Berlin à tête d'un corps de cosaques. Il fait partie de l'état-major commandé par Blücher en 1815 et devient gouverneur des secteurs prussiens de Paris, ainsi que de la ville de Cologne.
On lui doit notamment le retour du quadrige au sommet de la porte de Brandebourg en 1814. Cela vaut à la famille Pfuel de pouvoir défiler par le passage du milieu de la porte jusqu'à l'abdication de Guillaume II en 1918.
Pfuel est considéré comme assez libéral et prêt à réformer. À Berlin, c'est l'un des rares officiers à fréquenter le salon de Rahel Varnhagen.
En 1831, il est envoyé dans le canton de Neuchâtel afin de mater la révolte qui s'y déroule. En 1838, il devient commandant général du 7e corps d'armée.
Entre 1832 et 1848, année de la révolution de mars, il est gouverneur du canton suisse, appartenant alors au royaume de Prusse.

## 1848 et la révolution de mars
Pfuel est très brièvement gouverneur de Berlin : du 11 au 18 mars 1848 pour être précis.
Le 15, il se place devant ses troupes, qui combattent déjà les révoltés, afin d'éviter un bain de sang. Cela lui coûte son poste.
Le 21 septembre, il est nommé ministre-président et ministre de la guerre de Prusse. Il ne dispose cependant que peu de liberté pour former son cabinet.
Le lendemain, il présente son programme devant l'assemblée nationale prussienne. Il y déclare qu'il veut certes défendre les droits et la dignité du monarque, il est cependant « fermement décidé à rester sur la voie constitutionnelle, à
défendre les libertés fraîchement acquises, à repousser toutes tentations réactionnaires, à colporter le souci du respect de la constitution dans toutes les branches de l'administration et à considérer sacrés les droits et les libertés du peuple ».
Son décret militaire de septembre 1848, dans lequel il déclare qu'un officier prussien ne peut d'aucune manière manifester son opposition à la constitution, lui vaut une forte rancune parmi ces derniers.
Le roi lui renvoie la responsabilité des décisions de l'assemblée nationale en octobre, dans lesquelles elle met fin à la noblesse, aux ordres et à la mention de « de droit divin » dans le titre royal. Il lui reproche de ne pas avoir réussi à résister à ces décisions, en conséquence Pfuel doit présenter sa démission le 1er novembre.

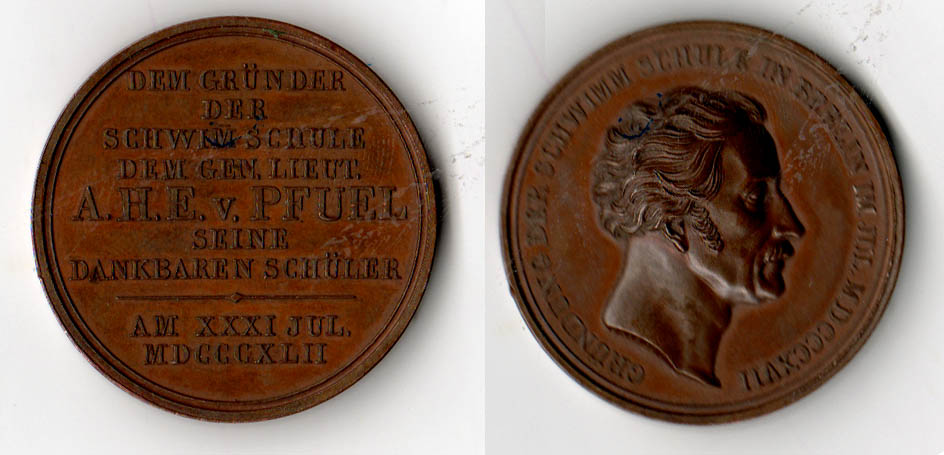
Fondation de l'école de natation de Berlin en juillet 1817

### Fondateur de la natation dans l'armée
La réforme la plus célèbre de von Pfuel est celle du sport militaire. Il introduit le premier les leçons de natation pour les soldats et fonde en 1810 à Prague la première école de nation militaire au monde.
À Berlin, un établissement de bains similaire dans les eaux de la Spree est inauguré en 1817 au 12 Köpenicker Straße près de l'Oberbaum. C'est la première piscine de la ville et dès l'ouverture les civils et en particulier les écoliers peuvent y avoir accès. Elle est ouverte jusqu'en 1925 ou 1933.
Cette première piscine dans les eaux du fleuve sert de modèle aux futurs établissements de bains de la ville.
Elle est construite sur des pieux et est entourée par son bassin. Pour des raisons de pudeur, les bassins ne sont pas visibles depuis l'extérieur.

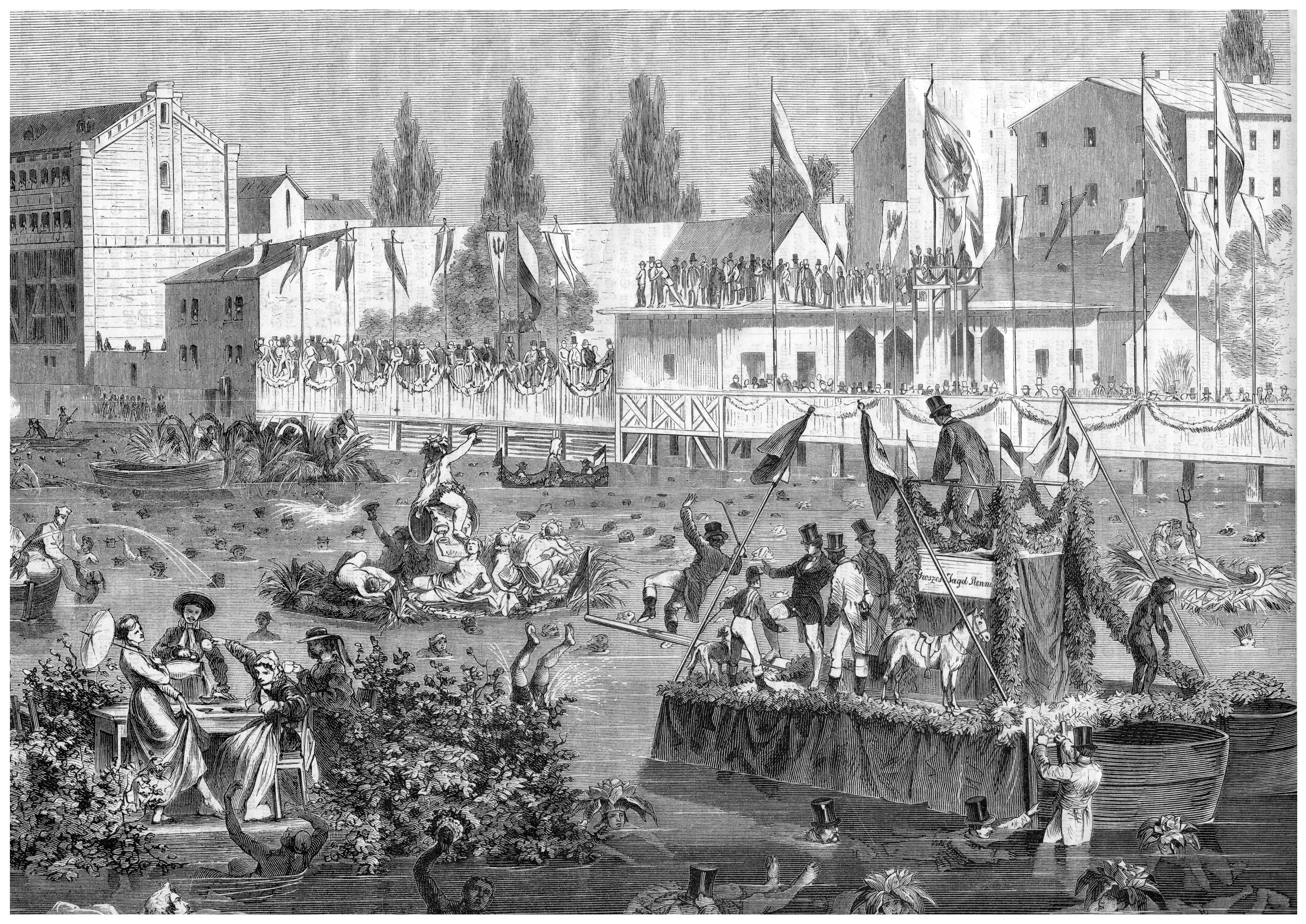
Fête anniversaire pour les 50 ans de la piscine Pfuel de Berlin en 1867

La conception qu'à Pfuel de la natation se rapproche de celle qu'avait du sport en général Ludwig Jahn.
Les garçons (quelques hommes également mais jamais de fille ou de femme) qui sont capables de traverser la Spree et de revenir à la nage se voient attribuer un diplôme de natation (Diplom der Schwimmkunst).
Parfois, Pfuel organise des fêtes de la natation à l'Oberbaumbrücke. Il contribue à la diffusion de la brasse comme méthode de nage, qu'il considère comme la plus efficace.
Dans les 50 années qui suivent, près de 70 000 militaires et civils apprennent dans la piscine Pfuel la nage.
Il rend la méthode d'apprentissage Angel populaire. Elle consiste à pendre le débutant au moyen d'une sangle, tout d'abord sur un tabouret puis dans l'eau, et de lui demander de réaliser les différents mouvements de la nage dans cette position.
Ce n'est toutefois pas toujours facile pour lui de convaincre ses recrues de sauter dans le grand bain.

### Pfuel et Kleist
L'amitié qu'entretient Pfuel avec Heinrich von Kleist date de leur rencontre au sein du 18e régiment d'infanterie de Potsdam.
Ils participent ensemble à un voyage en Suisse en 1803, qui les mène ensuite en Italie puis en France.
Dans une lettre de cette période de Kleist déclare sa flamme à Pfuel.
Pfuel met précautionneusement à l'abri cette lettre, qui n'est découverte qu'après sa mort. Elle reste dans les archives du domaine au château Jahnsfelde au milieu des écrits et des distinctions du ministre-président jusqu'en 1945.

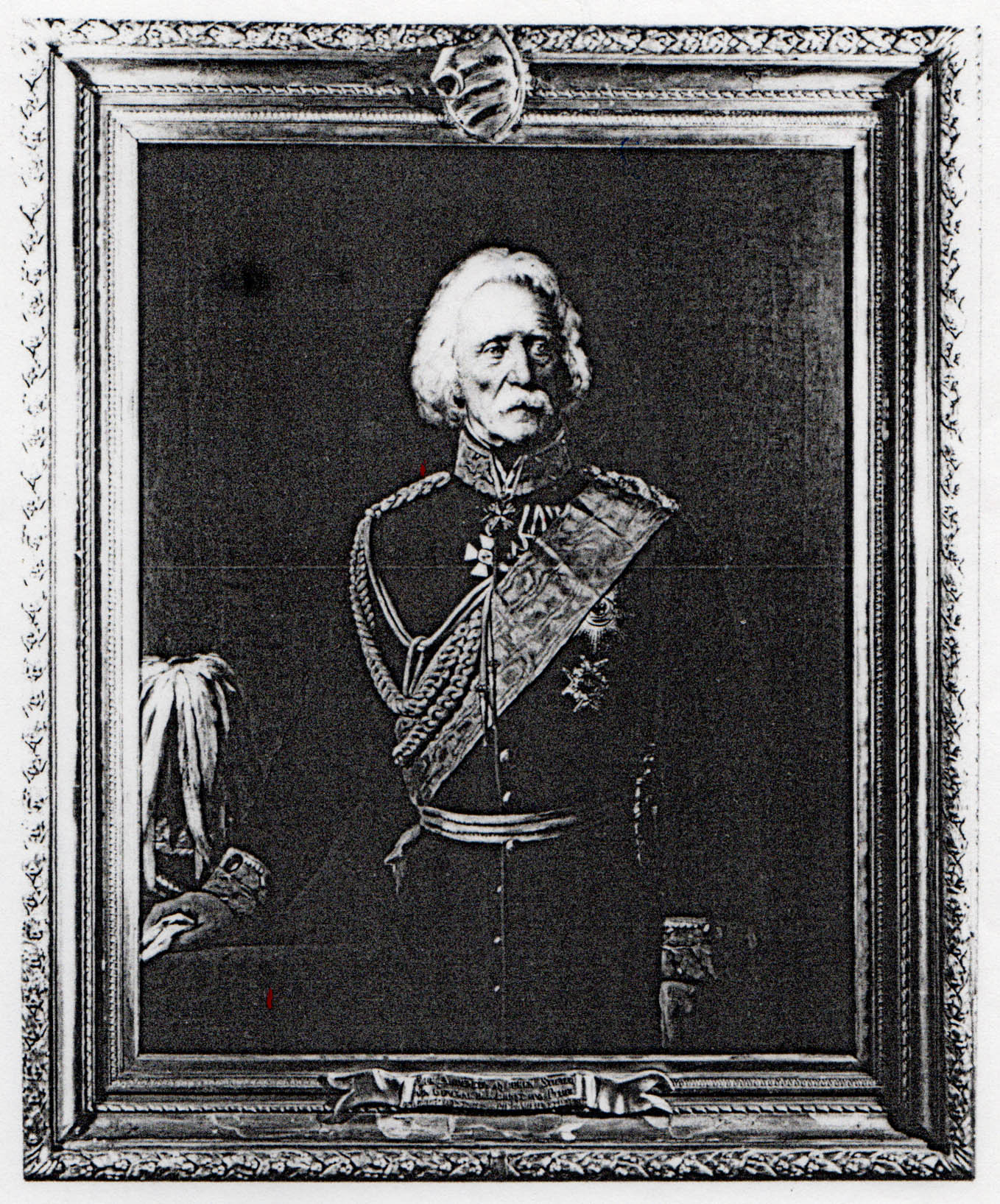
Pfuel en grande pompe

## Distinctions et postérité
- Pour le Mérite avec feuille de chêne en 1814[1], et à partir de 1864 avec couronne.
- Chevalier de l'ordre de l'Aigle noir en 1844
- Ordre de l'Aigle rouge de :
  - 3e classe en 1827
  - 2e classe avec feuille de chêne en 1830
  - 2e classe avec étoile en 1831
  - 1re classe avec feuille de chêne en 1836
  - 1re classe avec brillants en 1842
- Ordre des Séraphins
- Ordre impérial et militaire de Saint-Georges
- croix de fer de 2e classe.

À partir de 1816, il est membre de la Société sans loi de Berlin. Une rue du Kreuzberg à Berlin porte son nom.